# Molí de Cal Titllo
El Molí de Cal Titllo és un molí paperer a la vila de Capellades (Anoia). J. Marra y Romaní va ésser el propietari l'any 1771, actualment té el nom de Vilaseca i s'ha modernitzat la fàbrica paperera que es dedica a fer paper per l'Estat. L'antic molí paperer s'utilitza per convencions, reunions, etc ... de planta irregular on es juxtaposen estructures principalment rectangulars adossades amb sostre a dues vessants per a cada cos. L'entrada principal queda amagada, tancada per aquestes estructures, excepte per la part frontal. El portal és adovellat hi figura la data amb el nom de "J.MARRA Y ROMANÍ"